# Asphodelus viscidulus
Asphodelus viscidulus är en grästrädsväxtart som beskrevs av Pierre Edmond Boissier. Asphodelus viscidulus ingår i släktet afodiller, och familjen grästrädsväxter. Inga underarter finns listade i Catalogue of Life.